# Nils Zätterström
Nils Erik Ulf Zätterström, född 29 mars 2005 är en svensk fotbollsspelare (försvarare) som spelar för Malmö FF i Allsvenskan.

## Biografi
Nils Zätterström är uppvuxen i Limhamn i Malmö. Hans pappa Christian Zätterström var landslagsman i handboll på 1970-talet och vann SM-guld med Lugi Handboll 1980 samt var utlandsproffs i Frankrike. Pappan avled i januari 2023, kort innan Nils skulle fylla 18 år.

## Klubblagskarriär
Nils Zätterströms moderklubb är IF Limhamn Bunkeflo. När han var sju år gammal började han spela i Malmö FF. Efter att ha tagit sig igenom föreningens ungdomslag, och bland annat vunnit SM-guld med P17-laget som lagkapten 2022, fick Zätterström börja träna med MFF:s A-lag i juli 2023. Vägen dit hade dock inte varit spikrak, då Zätterström fått stanna kvar ett extraår i P17-laget, och i samband med att han gjorde sin första A-lagsträning hade han även funderingar på att lämna klubben då det fanns intresse från andra klubbar i Sverige och Danmark.
Den 25 januari 2024 debuterade han i A-laget i en match mot Silkeborg. Efter att ha medverkat på försäsongslägret i Marbella kom också tävlingsdebuten i 8-0-segern mot IFK Luleå i Svenska Cupen den 24 februari. Månaden därpå signerade Zätterström sitt första A-lagskontrakt med Malmö FF, över fem år. Kort därefter ådrog han sig en skada, då han bröt båtbenet efter att ha trillat med en elsparkcykel. Skadan ledde till att den allsvenska debuten lät vänta på sig till den 24 maj då han gjorde ett kort inhopp i 5-0-segern mot Kalmar FF. Debuten skedde på bekostnad av studentbalen, som Zätterström tillsammans med lagkamraterna Adrian Skogmar och Elison Makolli anslöt senare till.
Den 7 juli följde startdebuten i Allsvenskan, när Malmö FF besegrade Halmstads BK med 5-1. Han ersatte Derek Cornelius, som spelade Copa América. När Cornelius efter mästerskapet såldes till franska Marseille spelade Zätterström under sommaren till sig en startplats. Han gjorde det avgörande målet i 4-3-segern mot IK Sirius den 19 juli.

## Landslagskarriär
Nils Zätterström har representerat Sveriges U19- och U17-landslag.
I november 2021 blev Zätterström uttagen i en landslagstrupp för första gången, till kvalet till U17-EM mot Lettland. Han fick bevittna matchen från bänken. Landslagsdebuten skedde istället den 1 mars 2022 när P17-landslaget spelade 2-2 mot Estland. Till det efterföljande EM-kvalet och EM-slutspelet samma vår petades dock Zätterström.
Den 15 november 2023 debuterade Zätterström i U19-landslaget då han stod för ett inhopp i P18-landslagets 1-2-förlust i EM-kvalet mot Schweiz. Han spelade därefter samtliga tre matcher när Sverige åkte ut i den första rundan i kvalet till U19-EM 2024.
I mars 2024 blev Zätterström uttagen i U21-landslaget till träningsmatchen mot Cypern och EM-kvalet mot Nordmakedonien. Efter att ha brutit benet vid en olycka med en elsparkcykel tvingades han dock lämna återbud.

## Statistik
| Klubb              | Säsong             | Liga               | Liga    | Liga | Nationell cup | Nationell cup | Internationell cup | Internationell cup | Övrigt  | Övrigt | Totalt  | Totalt |
| Klubb              | Säsong             | Division           | Matcher | Mål  | Matcher       | Mål           | Matcher            | Mål                | Matcher | Mål    | Matcher | Mål    |
| ------------------ | ------------------ | ------------------ | ------- | ---- | ------------- | ------------- | ------------------ | ------------------ | ------- | ------ | ------- | ------ |
| Malmö FF           | 2024               | Allsvenskan        | 6       | 1    | 2             | 0             | 3                  | 1                  | -       | -      | 11      | 2      |
| Totalt i karriären | Totalt i karriären | Totalt i karriären | 6       | 1    | 2             | 0             | 3                  | 1                  | 0       | 0      | 11      | 2      |